# Vittoria Ceretti

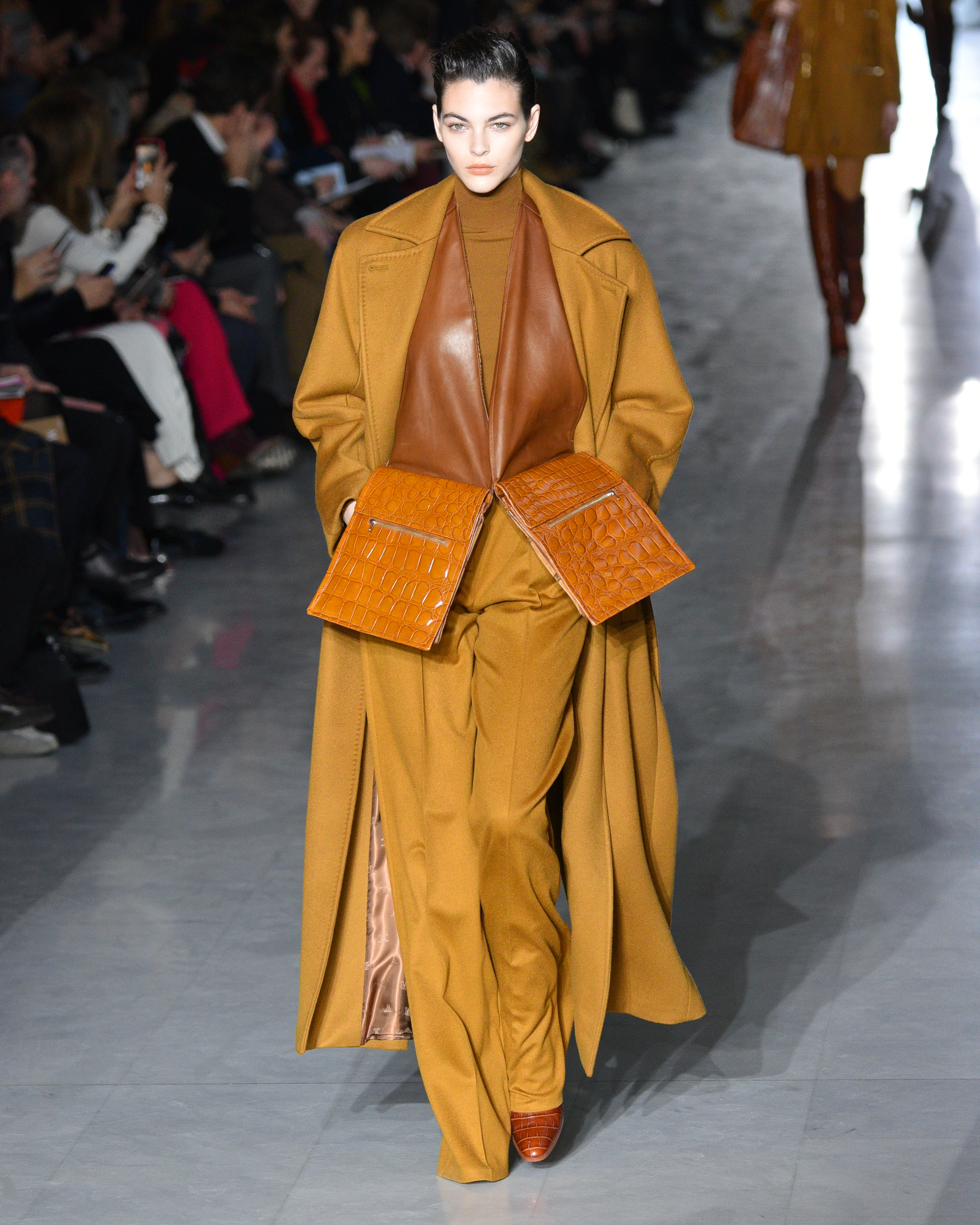
Vittoria Ceretti

Vittoria Ceretti (* 7. Juni 1998 in Brescia, Italien) ist ein italienisches Model. Ceretti wurde 2012 beim Elite Model Look Model-Wettbewerb entdeckt. Bis 2024 hat Ceretti an 400 Modenschauen teilgenommen und war 23 Mal auf dem Cover der Vogue und ihrer internationalen Ausgaben zu sehen.

## Leben und Karriere

### Frühe Jahre
Ceretti wurde 1998 in Brescia, Italien geboren. Sie ist die Tochter von Giuseppe Ceretti, dem Besitzer einer Bodenbelagsfirma, und Francesca (geb. Lazzari), einer Hausfrau. Mit 14 Jahren nahm sie am Elite Model Look -Wettbewerb in Italien teil, wo sie als Finalistin ausgewählt wurde.

### Karriere

#### 2012–2017: Frühe Karriere
Ceretti begann ihre Modelkarriere im Alter von 14 Jahren und schaffte es unter die Finalisten von Elite Model Look Italia. Ihr Laufstegdebüt gab sie in der italienischen Stadt Mailand für die Designerin Kristina Ti. 
Im Jahr 2014 wurde Ceretti von Dolce & Gabbana als Gesicht der Herbst-/Winter- und Beauty-Kampagnen 2015 und 2016 ausgewählt. 
Im Jahr 2015 wurde Ceretti zum Gesicht der Herbst-/Winterkampagne von Armani gewählt. Im selben Jahr wurde sie zum Gesicht der Frühjahr-/Sommerkampagne 2017 von Alexander McQueen gewählt und trat mit Gigi und Bella Hadid in der Frühjahr-/Sommerkampagne 2017 von Fendi auf. 
Im Juli 2016 erschien Ceretti auf dem Cover der Vogue Italia, fotografiert von Steven Meisel, der sie auch für eine Kampagne für Prada fotografierte. Ceretti war auch Teil der Givenchy-Kampagne.
Im Jahr 2017 erschien Ceretti auf den Titelbildern der japanischen Vogue im Februar, der amerikanischen Vogue im März und der französischen Vogue im Mai. In diesem Jahr war sie eines von sieben Models auf dem Cover der Märzausgabe 2017 der amerikanischen Vogue, die das 125-jährige Jubiläum des Magazins feierte.

#### 2018–heute: Aufstieg zur Bekanntheit
Nach ihrem Durchbruch wurde Ceretti zu einer Muse der Modebranche. Dolce & Gabbana wählten sie für ihre Beauty-Linie aus. Karl Lagerfeld schätzte ihre Vielseitigkeit und wählte sie für die Shows von Fendi und Chanel aus. 2018 erschien Ceretti auf dem Cover der britischen Vogue und komplettierte damit die Big Four der Modebranche. 2018 war sie auch Teil der Kampagne von Tiffany und der „Arizona Fragrance“-Kampagne von Proenza Schouler. Im selben Jahr wurde sie als eines der Gesichter der Coco Neige-Kampagne von Chanel ausgewählt. Laut Vogue Italia war Ceretti 2018 das meistgesuchte Model auf ihrer Website. 2019 lief sie für die Métiers d'Art-Show. 
Im Jahr 2023 war Ceretti das Gesicht der Chanel Beauty Holiday Campaign. Im Jahr 2024 wurde sie das neue Gesicht von Pucci. 
Ceretti erschien außerdem auf den Titelseiten der Vogue Deutschland, Vogue Spanien, Vogue Korea, Vogue China, Harper's Bazaar, Elle, Glamour, Grazia und IO Donna.

### Privatleben
In einem Interview für Vogue France sagte Ceretti, dass sie entweder Schauspiel oder Psychologie studiert hätte, wenn sie nicht eine Karriere als Model begonnen hätte. 
Am 1. Juni 2020 heiratete Ceretti auf Ibiza, Spanien, den italienischen DJ Matteo Milleri. Sie ließen sich im Juni 2023 scheiden. Ceretti ist seit 2023 mit dem Schauspieler Leonardo DiCaprio liiert.